# Jean-Guillaume de Saxe-Cobourg-Saalfeld
Jean-Guillaume de Saxe-Cobourg-Saalfeld (en allemand : Johann Wilhelm von Sachsen-Coburg-Saalfeld), compté en tant que duc comme Jean-Guillaume XII, né le 11 mai 1726 à Cobourg (duché de Saxe-Cobourg) et mort le 4 juin 1745 à Striegau (Silésie), est un général saxon du Saint-Empire romain germanique. Il est membre de la maison de Wettin.

## Biographie
Jean-Guillaume est né en 1726 du duc François-Josias de Saxe-Cobourg-Saalfeld et de son épouse la princesse de Schwarzbourg-Rudolstadt. C'est le second enfant de ce mariage. « Tout par amour, rien par force » était sa devise. Il meurt jeune en 1745 dans les environs de Dobromierz, dans l'actuelle Pologne, lors de la bataille de Hohenfriedberg dans le voïvodie de Basse-Silésie des causes d'une blessure.

## Famille
| Jean-Ernest de Saxe-Saalfeld | Jean-Ernest de Saxe-Saalfeld | Jean-Ernest de Saxe-Saalfeld | Jean-Ernest de Saxe-Saalfeld | Jean-Ernest de Saxe-Saalfeld             | Jean-Ernest de Saxe-Saalfeld             |                                          |                                          | Charlotte-Jeanne de Waldeck-Wildungen    | Charlotte-Jeanne de Waldeck-Wildungen    | Charlotte-Jeanne de Waldeck-Wildungen | Charlotte-Jeanne de Waldeck-Wildungen | Charlotte-Jeanne de Waldeck-Wildungen | Charlotte-Jeanne de Waldeck-Wildungen |                                         |  |  |  |  |  | Louis-Frédéric Ier de Schwarzbourg-Rudolstadt | Louis-Frédéric Ier de Schwarzbourg-Rudolstadt | Louis-Frédéric Ier de Schwarzbourg-Rudolstadt | Louis-Frédéric Ier de Schwarzbourg-Rudolstadt | Louis-Frédéric Ier de Schwarzbourg-Rudolstadt | Louis-Frédéric Ier de Schwarzbourg-Rudolstadt |                                       |                                       | Anne Sophie de Saxe-Gotha-Altenbourg  | Anne Sophie de Saxe-Gotha-Altenbourg  | Anne Sophie de Saxe-Gotha-Altenbourg | Anne Sophie de Saxe-Gotha-Altenbourg | Anne Sophie de Saxe-Gotha-Altenbourg | Anne Sophie de Saxe-Gotha-Altenbourg |  |  |  |  |  |  |  |  |  |  |  |  |  |  |  |  |  |  |  |  |  |  |  |  |  |  |
| Jean-Ernest de Saxe-Saalfeld | Jean-Ernest de Saxe-Saalfeld | Jean-Ernest de Saxe-Saalfeld | Jean-Ernest de Saxe-Saalfeld | Jean-Ernest de Saxe-Saalfeld             | Jean-Ernest de Saxe-Saalfeld             |                                          |                                          | Charlotte-Jeanne de Waldeck-Wildungen    | Charlotte-Jeanne de Waldeck-Wildungen    | Charlotte-Jeanne de Waldeck-Wildungen | Charlotte-Jeanne de Waldeck-Wildungen | Charlotte-Jeanne de Waldeck-Wildungen | Charlotte-Jeanne de Waldeck-Wildungen |                                         |  |  |  |  |  | Louis-Frédéric Ier de Schwarzbourg-Rudolstadt | Louis-Frédéric Ier de Schwarzbourg-Rudolstadt | Louis-Frédéric Ier de Schwarzbourg-Rudolstadt | Louis-Frédéric Ier de Schwarzbourg-Rudolstadt | Louis-Frédéric Ier de Schwarzbourg-Rudolstadt | Louis-Frédéric Ier de Schwarzbourg-Rudolstadt |                                       |                                       | Anne Sophie de Saxe-Gotha-Altenbourg  | Anne Sophie de Saxe-Gotha-Altenbourg  | Anne Sophie de Saxe-Gotha-Altenbourg | Anne Sophie de Saxe-Gotha-Altenbourg | Anne Sophie de Saxe-Gotha-Altenbourg | Anne Sophie de Saxe-Gotha-Altenbourg |  |  |  |  |  |  |  |  |  |  |  |  |  |  |  |  |  |  |  |  |  |  |  |  |  |  |
|                              |                              |                              |                              |                                          |                                          |                                          |                                          |                                          |                                          |                                       |                                       |                                       |                                       |                                         |  |  |  |  |  |                                               |                                               |                                               |                                               |                                               |                                               |                                       |                                       |                                       |                                       |                                      |                                      |                                      |                                      |  |  |  |  |  |  |  |  |  |  |  |  |  |  |  |  |  |  |  |  |  |  |  |  |  |  |
|                              |                              |                              |                              | François-Josias de Saxe-Cobourg-Saalfeld | François-Josias de Saxe-Cobourg-Saalfeld | François-Josias de Saxe-Cobourg-Saalfeld | François-Josias de Saxe-Cobourg-Saalfeld | François-Josias de Saxe-Cobourg-Saalfeld | François-Josias de Saxe-Cobourg-Saalfeld |                                       |                                       |                                       |                                       |                                         |  |  |  |  |  |                                               |                                               |                                               |                                               | Charlotte-Jeanne de Waldeck-Wildungen         | Charlotte-Jeanne de Waldeck-Wildungen         | Charlotte-Jeanne de Waldeck-Wildungen | Charlotte-Jeanne de Waldeck-Wildungen | Charlotte-Jeanne de Waldeck-Wildungen | Charlotte-Jeanne de Waldeck-Wildungen |                                      |                                      |                                      |                                      |  |  |  |  |  |  |  |  |  |  |  |  |  |  |  |  |  |  |  |  |  |  |  |  |  |  |
|                              |                              |                              |                              | François-Josias de Saxe-Cobourg-Saalfeld | François-Josias de Saxe-Cobourg-Saalfeld | François-Josias de Saxe-Cobourg-Saalfeld | François-Josias de Saxe-Cobourg-Saalfeld | François-Josias de Saxe-Cobourg-Saalfeld | François-Josias de Saxe-Cobourg-Saalfeld |                                       |                                       |                                       |                                       |                                         |  |  |  |  |  |                                               |                                               |                                               |                                               | Charlotte-Jeanne de Waldeck-Wildungen         | Charlotte-Jeanne de Waldeck-Wildungen         | Charlotte-Jeanne de Waldeck-Wildungen | Charlotte-Jeanne de Waldeck-Wildungen | Charlotte-Jeanne de Waldeck-Wildungen | Charlotte-Jeanne de Waldeck-Wildungen |                                      |                                      |                                      |                                      |  |  |  |  |  |  |  |  |  |  |  |  |  |  |  |  |  |  |  |  |  |  |  |  |  |  |
|                              |                              |                              |                              |                                          |                                          |                                          |                                          |                                          |                                          |                                       |                                       |                                       |                                       |                                         |  |  |  |  |  |                                               |                                               |                                               |                                               |                                               |                                               |                                       |                                       |                                       |                                       |                                      |                                      |                                      |                                      |  |  |  |  |  |  |  |  |  |  |  |  |  |  |  |  |  |  |  |  |  |  |  |  |  |  |
|                              |                              |                              |                              |                                          |                                          |                                          |                                          |                                          |                                          |                                       |                                       |                                       |                                       | Jean-Guillaume de Saxe-Cobourg-Saalfeld |  |  |  |  |  |                                               |                                               |                                               |                                               |                                               |                                               |                                       |                                       |                                       |                                       |                                      |                                      |                                      |                                      |  |  |  |  |  |  |  |  |  |  |  |  |  |  |  |  |  |  |  |  |  |  |  |  |  |  |

Parmi ses frères et sœurs, on peut citer Ernest Frédéric de Saxe-Cobourg-Saalfeld dont le roi des Belges Philippe est un descendant direct ; Frédérique-Caroline de Saxe-Cobourg-Saalfeld, princesse de Saxe-Cobourg-Saalfeld et dernière Margravine de Brandebourg-Ansbach et Bayreuth ; Charlotte de Saxe-Cobourg-Saalfeld, duchesse et princesse de Saxe-Cobourg-Saalfeld ; et Frédéric Josias de Saxe-Cobourg-Saalfeld, prince de Saxe-Cobourg-Saalfeld et feld-maréchal du Saint-Empire germanique.